# 南太電子
南太電子 （Nam Tai Electronic，前港交所上市編號：2633）是一家在香港交易所上市的工業公司，主要業務為生產消費類電子、通訊產品電子零件，公司主席是顧明均。
南太電子是美國上市公司南太集團（南太地產前身）旗下的公司，於2004年4月分拆於香港上市，當時招股價為3.88元。 南太集團在南太電子上市一年半後提出私有化，但最終失敗。
2007年，南太電子進行重組，向母公司收購從事高端科技綫路板生產的世成，並向同系公司J.I.C. Technology Company（港交所：0987）收購其下的電子製造服務捷騰電子（深圳）。
2009年，南太集團再次提出私有化南太電子，每股作價1.5元， 但私有化計劃只獲88.46%的小股東贊成，未達最低要求的90%，計劃因而失敗。其後南太電子母公司南太集團提出將其自願清盤，並至少向股東每股派發1.52元。香港證監會向南太電子提出自願清盤作出譴責，同時禁止大股東使用香港證券市場設施兩年，並容許南太電子再提出私有化。
2009年7月，南太集團再提出私有化方案，獲得90.57%股東支持，超過最低要求的90%，南太電子股份在7月23日除牌。

## 站外連結
- 南太電子官方網站